# Tanganoides mcpartlan
Espèce
Synonymes
- Tangana mcpartlan Davies, 2003

Tanganoides mcpartlan est une espèce d'araignées aranéomorphes de la famille des Desidae.

## Distribution
Cette espèce est endémique de Tasmanie en Australie.

## Description
La carapace du mâle holotype mesure 7,1 mm de long sur 5,4 mm de large et l'abdomen 6,3 mm de long sur 3,8 mm de large. La carapace de la femelle paratype mesure 8,1 mm de long sur 5,4 mm de large et l'abdomen 7,3 mm de long sur 4,5 mm de large.

## Étymologie
Son nom d'espèce lui a été donné en référence au lieu de sa découverte, le col McPartlan.

## Publication originale
- Davies, 2003 : Tangana, a new spider genus from Australia (Amaurobioidea: Amphinectidae: Tasmarubriinae). Memoirs of the Queensland Museum, vol. 49, p. 251-259 (texte intégral).